# Lake Winnipegosis
Lake Winnipegosis (franska: lac Winnipegosis) är en sjö i Manitoba, Kanada, cirka 300 kilometer nordväst om Winnipeg. Den är Kanadas elfte största sjö med en yta på 5370 km².
En alternativ stavning, tidigare vanligt förekommande men idag mer sällsynt, är Lake Winipigoos eller bara 'Lake Winipigis'. Namnet härstammar dels från ordet win-nipi, Cree för skumma vatten ("murky waters"), samt från suffixet osis som betyder liten. 
Den 195 kilometer avlånga sjön är den näst största av tre stora sjöar i centrala Manitoba, de andra två är Winnipegsjön som är den största, och Manitobasjön. Alla tre ligger i samma område som den förhistoriska glaciärsjön Lake Agassiz. Lake Winnipegosis gränsar till Cedar Lake i norr, till Manitobasjön i söder och är en del av Lake Winnipegs, Nelsonflodens och Hudson Bays vattensystem.
Birch Island är sjöns största ö belägen nära mitten av sjön. Flera floder flyter i anslutning till Lake Winnipegosis och några mindre byar ligger vid dess stränder, exempelvis Winnipegosis, Camperville och Pelican Rapids. Fiskarter som glasögongös, gädda och multfiskar förekommer i sjön.

## Artikelursprung
Den här artikeln är helt eller delvis baserad på material från engelskspråkiga Wikipedia.